# Adalgisa Nery
Adalgisa Nery   (Rio de Janeiro, 29 d'octubre de 1905 - Rio de Janeiro, 7 de juny de 1980) nom artístic d'Adalgisa Maria Feliciana Noel Cancela Ferreira, fou una poeta, activista i periodista brasilera.

## Biografia

### Infantesa
Nascuda al barri Laranjeiras, Adalgisa era filla de l'advocat Gualter Ferreira, natural de Mato Grosso, però amb residència a Rio de Janeiro, i de la portuguesa Rosa Cancela. Sensible i imaginativa, fou òrfena de mare als vuit anys.
El segon casament de son pare la feu travessar conflictes emocionals. Estudià com a interna en un col·legi de monges i, en aquella època, ja era vista com a "subversiva" per defensar les "òrfenes" (categoria molt comuna en els col·legis religiosos de l'època), considerades subalternes i, per tant, maltractades. Per aquesta raó, l'expulsaren de l'escola. L'única educació formal que rebé fou l'ensenyament primari.

### Vida amb Ismael Nery
Als quinze anys, Adalgisa s'enamorà del seu veí, el pintor Ismael Nery, un dels precursors del modernisme al Brasil, amb qui es casà als setze anys. La parella durà dotze anys, fins a la defunció del pintor, al 1934. En aquesta etapa amb Nery, des del casament, Adalgisa Nery se submergí en una vida agitada, que li donà entrada a un sofisticat circuit intel·lectual. Així conegué un cercle d'artistes com Manuel Bandeira, Jorge de Lima, Murilo Mendes... Visqué dos anys a Europa amb el seu marit: allí es vinculà, entre altres amb Marc Chagall i el compositor brasiler Heitor Vila-Llops. Però la vida d'Adalgisa també estigué marcada pel sofriment, a causa de la relació conflictiva, i fins a moltes vegades violenta, amb el seu marit. El matrimoni tingué set fills homes, tot i que solament el major, Ivan, i el més jove, Emmanuel, sobrevisqueren.
Al 1959, Adalgisa Nery publica la novel·la autobiogràfica A imaginária. Usant com a alter ego el personatge de Berenice, descriu com la fascinació que sentia pel marit a l'inici de la vida de casada és substituïda per un veritable sentiment de terror per la violència de la vida quotidiana.
Ismael Nery mor de tuberculosi al 1934, i vídua als vint-i-nou anys, sense prou recursos financers i amb dos fills a criar, Adalgisa treballa primer en la Caixa Econômica Federal, i després aconsegueix un càrrec en el Consell de Comerç Exterior d'Itamaraty. Al 1937, edita el seu primer llibre de poesia, Poemes.

### Vida amb Lourival Fontes
Al 1940, Adalgisa es casa amb el periodista i advocat Lourival Fontes, director del Departament de Premsa i Propaganda, creat per Getúlio Vargas al 1939, per difondre la ideologia de l'Estado Novo.
Segueix el seu segon marit, que tenia funcions diplomàtiques, a Nova York des de 1943 fins a 1945, i com a ambaixador a Mèxic al 1945. En aquest país, fa amistats amb els pintors Diego Rivera, José Orozco (tots dos la retratarien), Frida Kahlo, David Siqueiros i Rufino Tamayo. Al 1952, viatja novament a aquest país, ara com a ambaixadora plenipotenciària, per representar el Brasil en la presa de possessió del president electe Adolfo Ruiz Cortines. Allí rep l'Orde de l'Àguila Asteca, distinció mai abans concedida a una dona, en virtut de les seues conferències sobre Juana Inés de la Cruz.
El casament amb Lourival durà tretze anys.

### Periodista i política
En raó del seu gran sofriment, causat per l'abandó de Lourival Fontes, i malgrat el seu reconegut valor literari no sols al Brasil, sinó també a França, on en traduí una antologia de poemes Pierre Seghers, Adalgisa va renegar de la seua obra. De llavors ençà, es feu periodista del diari Última hora, i política. Així, fou elegida diputada per tres períodes, primer pel Partir Socialista Brasiler i després, en temps de bipartidisme, pel Moviment Democràtic Brasiler. Al 1969, li llevaren el mandat i els seus drets polítics foren conculcats.

### Darrers anys
Pobra i desemparada, sense ni tan sols on pernoctar, després d'haver-ho donat tot als seus fills, Adalgisa resideix entre 1974 i 1975 en una casa del presentador televisiu Flávio Cavalcanti, a Petrópolis, on visqué pràcticament com a reclusa. Contrariant el seu propòsit de mai més dedicar-se a la literatura, comença novament a escriure, i publica dos llibres de poesia, altres dos de contes, un d'articles i la novel·la Neblina. La novel·la, la dedica a Cavalcanti, considerat "dit dur" per la dictadura, en gratitud per l'acolliment que li havia oferit. En conflicte entre el que seria "políticament correcte" i la lleialtat a un amic, Adalgisa escull el camí de l'afecte. Per això el llibre fou ignorat per la crítica.
Al 1975, viu a la casa del seu fill més jove, Emmanuel. Al maig de 1976, deixa una nota per al seu fill i ella mateixa s'interna, sense tenir cap malaltia, en una casa de repòs per a la tercera edat, a Jacarepaguá. Un any més tard, sofrí un accident cerebrovascular, i quedà afàsica i hemiplègica. I després de tres anys, als setanta-quatre anys, va morir.

## Obres
Obres de l'autora.
- Poemes. Ed. Pongetti, 88 pàg. 1937
- A mulher ausente, poemes. Ed. Livraria Jose Olympio, 151 pàg. 1940
- Og, contes. Ed. J. Olympio, 133 pàg. 1943
- Ar do deserto, poemes. Ed. J. Olympio, 84 pàg. 1943
- Cantos da angústia, poemes. Ed. J. Olympio, 143 pàg. 1948
- As fronteiras da quarta dimensão, poemes. Ed. Livraria J. Olympio, 133 pàg. 1952
- Brasileiros contra o Brasil. Volum 1 d'Antologia nacionalista / o Movimento Nacionalista Brasileiro. Amb gabriel de Resende Passos. Ed. Fulgor, 303 pàg. 1958
- A imaginária, novel·la. Ed. J. Olympio, 209 pàg. 1959
- Sopram os ventos da liberdade. Volum 2 d'Antologia nacionalista / o Movimento Nacionalista Brasileiro. Amb oswaldo Almeida Costa. Ed. Fulgor, 319 pàg. 1959
- Mundos oscilantes, poemes. Ed. J. Olympio, 324 pàg. 1962
- Retratos do Brasil. Volums 17-19. Amb Octávio Ianni, f. octávio Ianni, f. Magalhães Martins. Editora Civilização Brasileira, 167 pàg. 1963
- Retrato sem retoque, cròniques periodístiques, 1966
- Vinte e dois (22) menos um (1), contes. Editora Expressão i Cultura, 176 pàg. 1972
- Neblina, novel·la. Ed. J. Olympio, 135 pàg. 1972
- Erosão, poemes. Ed. J. Olympio, 81 pàg. 1973

## Condecoracions
- Mèxic Mèxic: Orde de l'Àguila Asteca